# Cornizuelo
Cornizuelo är en ort i Mexiko.   Den ligger i kommunen Tantoyuca och delstaten Veracruz, i den sydöstra delen av landet, 240 km norr om huvudstaden Mexico City. Cornizuelo ligger 140 meter över havet och antalet invånare är 174.
Terrängen runt Cornizuelo är platt. Runt Cornizuelo är det ganska tätbefolkat, med 72 invånare per kvadratkilometer. Närmaste större samhälle är Tantoyuca, 7,7 km sydost om Cornizuelo. Trakten runt Cornizuelo består till största delen av jordbruksmark.